# Нагельмакерс, Жорж
Жорж Ламбер Казимир Нагельмакерс (фр. Georges Lambert Casimir Nagelmackers; род. 25 июня 1845, Льеж — 10 августа 1905) — бельгийский инженер-строитель, предприниматель. Олимпийский чемпион 1900 года в гонках почтовых повозок.
Основатель логистической компании Compagnie Internationale des Wagons-Lits. Создатель Восточного экспресса. Фактический создатель и популяризатор купейного типа вагонов.

## Биография
Нагельмакерс родился 25 июня 1845 года в Льеже в семье банкиров. Его прадед — Пьер, являлся основателем старейшего бельгийского банка Нагельмакерс. Получил образование инженера-строителя
12 сентября, или по другим данным 4 октября 1872 года Нагельмакерс основал логистическую компанию Compagnie Internationale des Wagons-Lits.

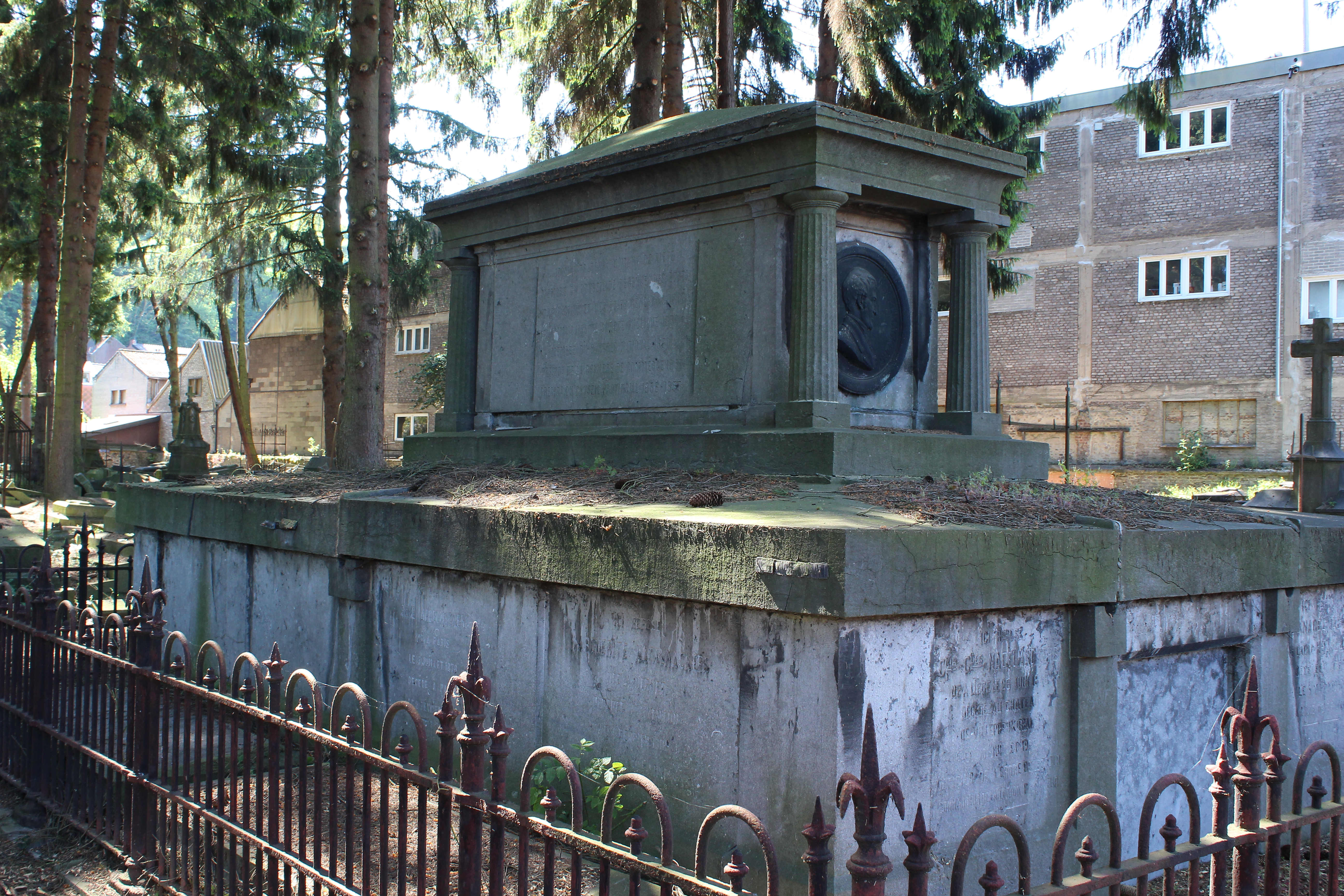
Семейный склеп Нагельмакерсов

Скончался 10 августа 1905 в Вильпрё на 61 году жизни. Был похоронен на кладбище «Ла Дигетт» в Англере.